# 負子毛氈苔
負子毛氈苔為茅膏菜科茅膏菜屬的食肉植物，澳洲昆士蘭特有種。生長在潮濕涼爽的環境。本種花梗會蔓生，容易產生不定芽。與阿迪露毛氈苔和叉蕊毛氈苔有近緣關係。

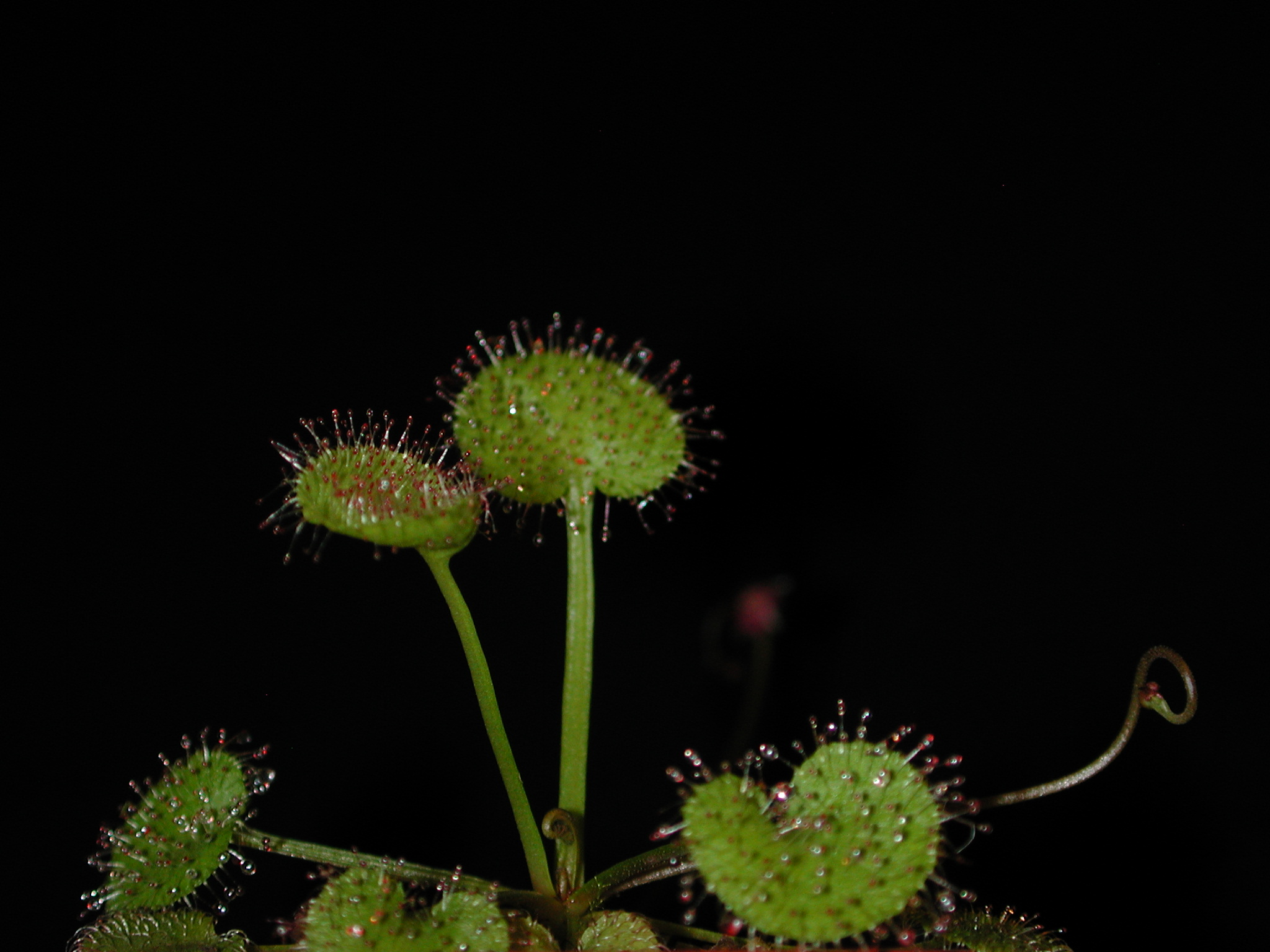
負子毛氈苔的葉片

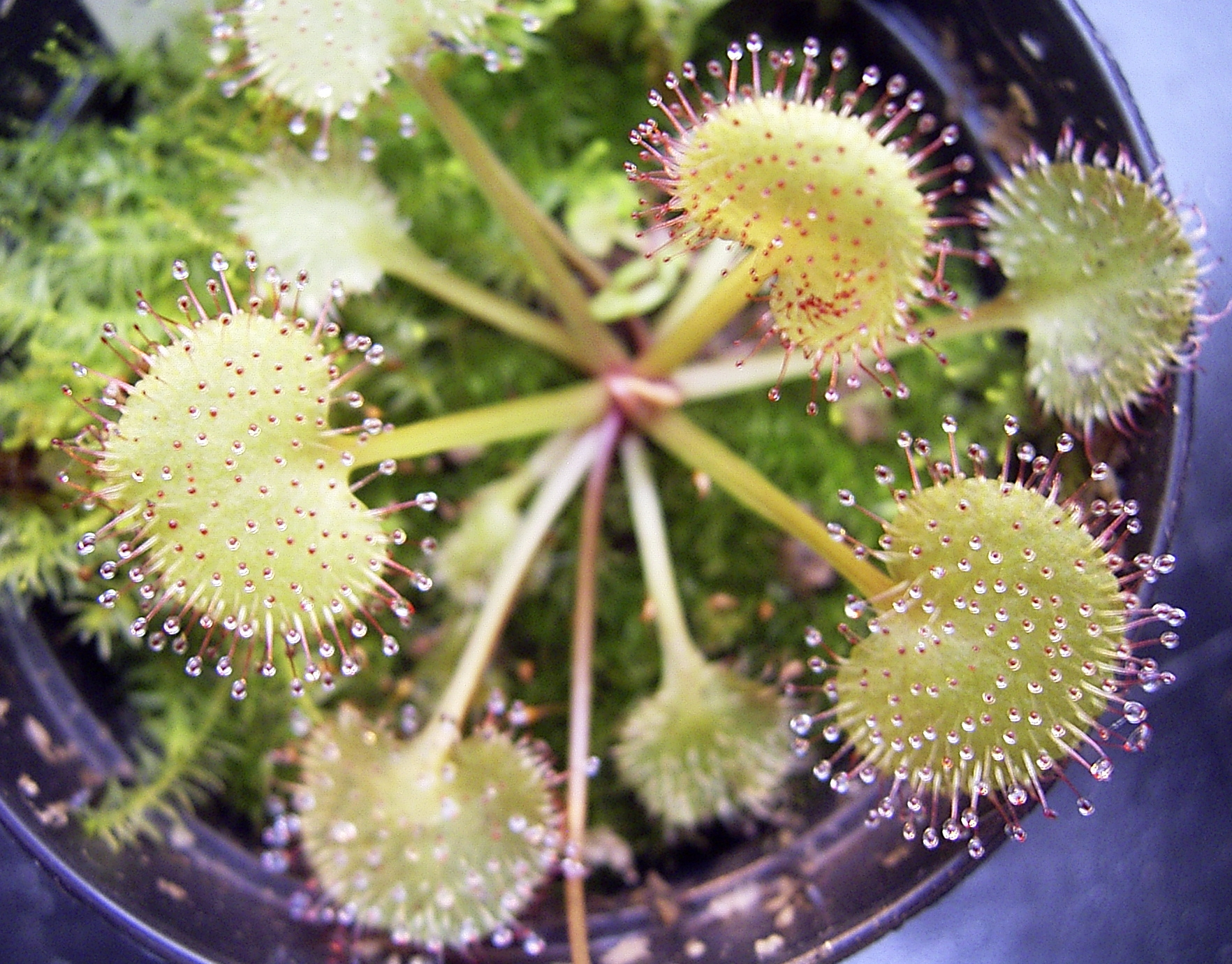
全株圖

## 外部連結
- （中文） D. prolifera炎熱考驗的開始[永久]
- （中文） Drosera prolifera 負子毛氈苔的植株與介紹
- （中文） D. prolifera-昆士蘭閃亮三姊妹
- （中文） D. prolifera[永久] 負子毛氈苔的植株和花
- （中文） D. prolifera[] 負子毛氈苔
- （英文） Drosera prolifera （页面存档备份，存于） 多張負子毛氈苔的圖片